# Symphonia tanalensis
Symphonia tanalensis är en tvåhjärtbladig växtart som beskrevs av Jumelle. Symphonia tanalensis ingår i släktet Symphonia och familjen Clusiaceae. Utöver nominatformen finns också underarten S. t. parvicalyx.